# بوكي بروكس
بوكي بروكس (بالإنجليزية: Bucky Brooks)‏ هو صحفي أمريكي، ولد في 22 يناير 1971 في رالي في الولايات المتحدة.

## وصلات خارجية
- بوكي بروكس على موقع مرجع كرة القدم المحترفة.كوم (الإنجليزية)